# Harb
Harb ist ein Stadtteil von Nidda im hessischen Wetteraukreis. Regional wird der Ortsteil Harb mit dem bestimmten weiblichen Artikel "die" benannt: "Die Harb", also auch "In der Harb".

## Geographische Lage
Der Ort liegt in der nördlichen Wetterau im Harbwald, nördlich von Nidda. Von den 637 Hektar der Gemarkung sind 420 Hektar Wald. Nordöstlich des Ortes befindet sich das Forsthaus Glaubzahl.

## Geschichte

### Frühe Geschichte
Der Ort wurde bereits in der Bronzezeit besiedelt. Innerhalb der Gemarkungsgrenzen befand sich östlich des „Södeköppels“ im Mittelalter der Ort Bonlant, der 1187 erstmals urkundlich erwähnt wurde. Später fiel dieser Ort wüst.

### Flugplatz
Erstmals urkundlich erwähnt wurde Harb 1935/36, als ca. 420 Morgen Wald östlich von Borsdorf für den Bau des Militärflugplatzes Nidda-Harb gerodet wurden. 
Der bei der Luftwaffe nur „Nidda“ genannte Flugplatz war als Einsatzhäfen I. Ordnung und Luftpark eingestuft. Er war dem Leithorst Langendiebach zugeordnet.
Vom 1. April bis zum 15. Mai 1945 wurde der Flugplatz von den United States Army Air Forces (USAAF) als Advanced Landing Ground „Y-87 Nidda“ genutzt. Die Graslandebahn hatte die Maße 3600 × 120 Fuß (ca. 1100 × 36 Meter), die Koordinaten wurden mit 
50°26'17N 8°59'27O angegeben.
Nach dem Juni 1945 wurde der Flugplatz aufgelöst. Im ehemaligen Kasino befand sich in den 1980er Jahren ein Kinderheim.
Das Gelände wurde an die Nassauische Siedlungsgesellschaft übergeben, um das Gelände zu besiedeln. Diese Wohnsiedlung Harbwald war ein selbständiger Gemarkungsteil von Borsdorf.

### Geschichte nach 1945
Am 1. April 1954 wurde Harb als 103. selbstständige Gemeinde in den Kreis Büdingen aufgenommen.
Im Zuge der Gebietsreform in Hessen fusionierten zum 1. Dezember 1970 die bis dahin selbständigen Gemeinden Bad Salzhausen, Borsdorf, Fauerbach bei Nidda, Geiß-Nidda, Harb, Kohden, Michelnau, Ober-Lais, Ober-Schmitten, Ober-Widdersheim, Stornfels, Ulfa, Unter-Schmitten, Wallernhausen und die Stadt Nidda zur neuen Stadt Nidda.
Für die ehemals eigenständigen Gemeinden sowie für die Kernstadt wurden Ortsbezirke mit Ortsbeirat und Ortsvorsteher nach der Hessischen Gemeindeordnung eingerichtet.

## Bevölkerung

### Einwohnerstruktur 2011
Nach den Erhebungen des Zensus 2011 lebten am Stichtag dem 9. Mai 2011 in Harb 654 Einwohner. Darunter waren 81 (12,4 %) Ausländer.
Nach dem Lebensalter waren 129 Einwohner unter 18 Jahren, 264 waren zwischen 18 und 49, 126 zwischen 50 und 64 und 135 Einwohner waren älter.
Die Einwohner lebten in 255 Haushalten, davon 66 Singlehaushalte, 84 Paare ohne Kinder und 81 Paare mit Kindern sowie 15 Alleinerziehende und 9 Wohngemeinschaften. In 60 Haushalten lebten ausschließlich Senioren/-innen und in 162 Haushaltungen lebten keine Senioren/-innen.

### Einwohnerentwicklung
Im Jahr 1961 wurden 178 evangelische (59,33 %) und 112 katholische (37,33 %) Christen gezählt.
| Harb: Einwohnerzahlen von 1939 bis 2022 | Harb: Einwohnerzahlen von 1939 bis 2022 | Harb: Einwohnerzahlen von 1939 bis 2022 | Harb: Einwohnerzahlen von 1939 bis 2022 | Harb: Einwohnerzahlen von 1939 bis 2022 |
| --- | --------------------------------------- | --------------------------------------- | --------------------------------------- | --------------------------------------- |
| Jahr |                                         |                                         |                                         | Einwohner                               |
| 1939 | 1939                                    |                                         | 7                                       | 7                                       |
| 1946 | 1946                                    |                                         | 10                                      | 10                                      |
| 1950 | 1950                                    |                                         | 144                                     | 144                                     |
| 1956 | 1956                                    |                                         | 174                                     | 174                                     |
| 1961 | 1961                                    |                                         | 300                                     | 300                                     |
| 1967 | 1967                                    |                                         | 508                                     | 508                                     |
| 1970 | 1970                                    |                                         | 505                                     | 505                                     |
| 1980 | 1980                                    |                                         | ?                                       | ?                                       |
| 1990 | 1990                                    |                                         | ?                                       | ?                                       |
| 1996 | 1996                                    |                                         | 712                                     | 712                                     |
| 2000 | 2000                                    |                                         | 717                                     | 717                                     |
| 2006 | 2006                                    |                                         | 755                                     | 755                                     |
| 2010 | 2010                                    |                                         | 709                                     | 709                                     |
| 2011 | 2011                                    |                                         | 654                                     | 654                                     |
| 2016 | 2016                                    |                                         | 738                                     | 738                                     |
| 2019 | 2019                                    |                                         | 775                                     | 775                                     |
| 2022 | 2022                                    |                                         | 719                                     | 719                                     |
| Datenquelle: Historisches Gemeindeverzeichnis für Hessen: Die Bevölkerung der Gemeinden 1834 bis 1967. Wiesbaden: Hessisches Statistisches Landesamt, 1968. Weitere Quellen: LAGIS; Stadt Nidda; Zensus 2011 |                                         |                                         |                                         |                                         |

## Politik
Ortsvorsteherin ist Gabriele Heume-Schmidt (Stand 2024).

## Infrastruktur
- Im Dorf treffen sich die Bundesstraße 455 und die Bundesstraße 457.
- Den öffentlichen Personennahverkehr stellt die Verkehrsgesellschaft Oberhessen sicher.
- Im Ort gibt es ein Bürgerhaus.